# São Brás de Alportel
São Brás de Alportel – miejscowość w Portugalii, leżąca w dystrykcie Faro, w regionie Algarve w podregionie Algarve.
Miejscowość jest siedzibą gminy o tej samej nazwie. 
| 1920  | 1930  | 1960 | 1981 | 1991 | 2001  | 2004  |
| 11399 | 10291 | 9058 | 7506 | 7526 | 10032 | 11205 |